# ホルモース反応
ホルモース反応（英: formose reaction）は、ホルムアルデヒドから糖を合成する化学反応で、アレクサンドル・ブートレロフによって1861年に発見された。ホルモース（formose）とは、ホルムアルデヒド（formaldehyde）とアルドース（aldose）を組み合わせて作られた語である。

## 反応機構

### 概要
反応は水酸化カルシウムのような二価金属の塩基やチアゾリウムなどによって触媒される。反応の中ではアルドール反応、レトロアルドール反応（アルドール反応の逆反応）、そしてアルドース-ケトース異性化が起こっており、中間体はグリコールアルデヒド、グリセルアルデヒド、ジヒドロキシアセトン、そしてさまざまなテトロースである。1959年にはロナルド・ブレスローが以下の反応機構を提案した 。
反応は、2分子のホルムアルデヒドが縮合してグリコールアルデヒド（1）が形成することにより始まる。グリコールアルデヒドは別の当量のホルムアルデヒドとアルドール反応を起こし、グリセルアルデヒド（2）を作る。次に、グリセルアルデヒドの異性化によりジヒドロキシアセトン（3）が形成する。そしてグリコールアルデヒドと反応することによりリブロース（4）、異性化してリボース（5）を作る。また、ジヒドロキシアセトンはホルムアルデヒドと反応してエリトルロース（6）、異性化してアルドテトロース（7）を作る。アルドテトロースはレトロアルドール反応により2分子のグリコールアルデヒドに分離する。

### 水酸化カルシウム触媒下での反応
水酸化カルシウムを触媒とした場合、グリコールアルデヒドの生成時は図のようなエンジオール構造を持った錯体が中間体として生成され、四炭糖が分解するときも同様の中間体錯体を形成することが知られている。副反応としてカニッツァーロ反応が起こり、メタノールとギ酸塩が生じると中和により水酸化カルシウムの触媒作用が失活する。

### チアゾリウム触媒下での反応
チアゾリウムを触媒として使用した場合は、ジヒドロキシアセトンが選択的に得られる。反応機構は図のように、チアゾリウムの2位の炭素を脱プロトン化させたアニオンが求核的にホルムアルデヒドを攻撃したあと、カルバニオンを生ずる。その後続く求核攻撃を繰り返した後、ジヒドロキシアセトンが脱離することで元のチアゾリウムアニオンが生成し、触媒作用を示す。

## 自然発生説とホルモース反応
ホルモース反応は単純なホルムアルデヒドからRNAを構成するリボースのような複雑な糖を作るため、自然発生説の問題にとって重要な反応である。初期の地球を模した実験では、ペントースはホルムアルデヒドとグリセルアルデヒド、コールマナイトまたはケルナイトのようなホウ素化合物の混合物から生成した。興味深いことに、宇宙空間においてホルムアルデヒドとグリコールアルデヒドが分光学的に観測されている。